# Pietro Maria Ferrè
Pietro Maria Ferrè (Verdello, 5 luglio 1815 – Casale Monferrato, 13 aprile 1886) è stato un vescovo cattolico italiano.

## Biografia
Pietro Maria Ferrè nacque a Verdello il 5 luglio 1815.
Il 19 marzo 1857 fu eletto vescovo di Crema.
Fu trasferito alla sede episcopale di Pavia il 20 giugno 1859, ma per l'opposizione del nuovo governo (nello stesso mese la Lombardia era passata dal Regno Lombardo-Veneto al Regno di Sardegna) non poté prendere possesso della sede e ritenne la sede di Crema come amministratore apostolico.
La situazione si risolse il 27 marzo 1867, quando fu trasferito alla diocesi di Casale Monferrato.
Nella Diocesi monferrina incaricò, nel 1882, don Giuseppe Ricaldone della costituzione del primo comitato dell'Opera dei Congressi.
Nel 2022, a 140 anni di distanza, l'Azione Cattolica diocesana di Casale Monferrato gli ha dedicato l'organizzazione di volontariato costituita a servizio delle opere dell'associazione.
Morì a Casale Monferrato il 13 aprile 1886.

## Genealogia episcopale
La genealogia episcopale è:
- Cardinale Scipione Rebiba
- Cardinale Giulio Antonio Santori
- Cardinale Girolamo Bernerio, O.P.
- Arcivescovo Galeazzo Sanvitale
- Cardinale Ludovico Ludovisi
- Cardinale Luigi Caetani
- Cardinale Ulderico Carpegna
- Cardinale Paluzzo Paluzzi Altieri degli Albertoni
- Papa Benedetto XIII
- Papa Benedetto XIV
- Papa Benedetto XIV
- Cardinale Giovanni Carlo Boschi
- Cardinale Bartolomeo Pacca
- Papa Gregorio XVI
- Cardinale Lodovico Altieri
- Vescovo Pietro Maria Ferrè